# Résolution 218 du Conseil de sécurité des Nations unies
Membres permanents
- Chine (Taïwan)
- États-Unis
- France
- Royaume-Uni
- URSS

Membres non permanents
- Bolivie
- Côte d'Ivoire
- Jordanie
- Malaisie
- Pays-Bas
- Uruguay

Résolution no 217 Résolution no 219
La Résolution 218  est une résolution du Conseil de sécurité des Nations unies adoptée le 23 novembre 1965, dans sa 1268e séance, après avoir rappelé les résolutions antérieures sur le sujet, et le fait que le Portugal devait les mettre en œuvre, le Conseil a demandé à nouveau que le Portugal retire sa présence militaire de ses colonies et entamer des négociations avec les partis politiques locales en matière d'indépendance.
Le Conseil a également affirmé que la situation résultant du conflit de conserver les colonies, la paix et la sécurité internationales étaient gravement perturbé et a demandé que tous les Etats de s'abstenir de fournir au Portugal des armes et du matériel de guerre qui lui permettrait de continuer à réprimer le peuple des territoires sous son administration.

## Vote
La résolution a été approuvée à 7 voix contre zéro.

La France, les Pays-Bas, le Royaume-Uni et les États-Unis se sont abstenus.

## Texte
- Résolution 218 Sur fr.wikisource.org
- Résolution 218 Sur en.wikisource.org